# Wilford Bacon Hoggatt

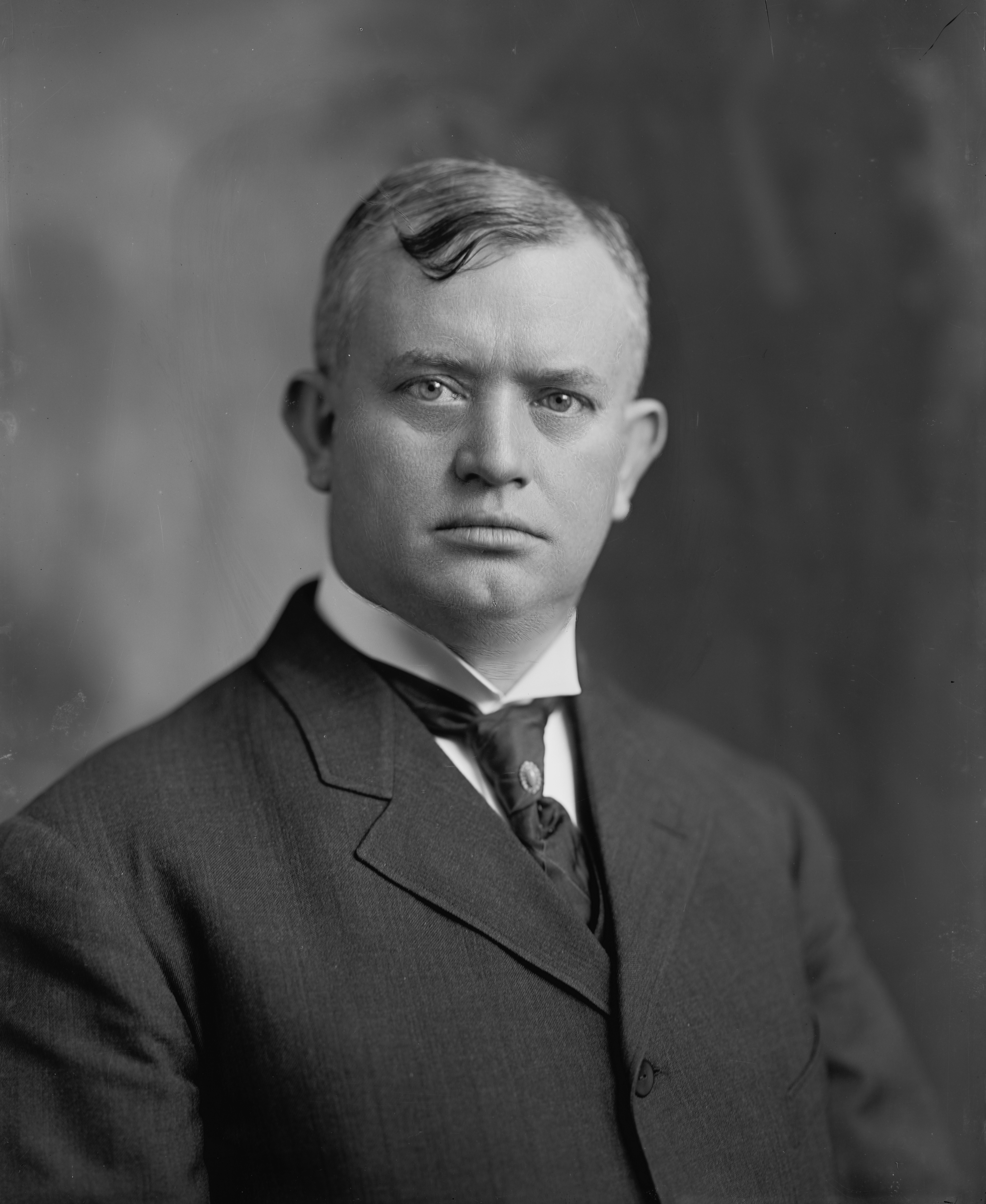
Wilford Bacon Hoggatt

Wilford Bacon Hoggatt (* 11. September 1865 in Paoli, Indiana; † 26. Februar 1938 in New York City) war ein US-amerikanischer, republikanischer Politiker.
Der methodistische Hoggatt war in der Zeit zwischen dem 30. April 1906 und dem 1. Oktober 1909 Gouverneur des District of Alaska.
Er ist der erste Gouverneur Alaskas, der nicht an seinem Sterbeort beigesetzt wurde. Hoggatt wurde in Utica, New York, bestattet.